# Rari Nantes Florentia
El Rari Nantes Florentia es un club italiano de waterpolo con sede en Florencia.

## Historia
El club fue fundado en 1904 en la ciudad de Florencia.

## Palmarés de waterpolo
- 9 veces campeón del campeonato de Italia de waterpolo masculino
- 1 vez campeón de la copa de Italia de waterpolo masculino
- 1 vez campeón de la recopa de Europa de waterpolo masculino

## Palmarés de natación
- 81 títulos de campeón de Italia